# Rouguy Diallo
Pour les articles homonymes, voir Diallo.
Rouguy Diallo née le 5 février 1995 à Nice (France) est une athlète française d'origine guinéenne, spécialiste du triple saut.

## Biographie
Rouguy Diallo, née le 5 février 1995 à Nice, est une athlète française spécialiste du triple saut. Après avoir débuté l'athlétisme à l'âge de six ans, elle s'oriente vers les épreuves combinées avant de se consacrer pleinement au triple saut. En 2014, elle remporte le titre de championne du monde juniors à Eugene avec un saut mesuré à 14,44 m, établissant également un record de France juniors homologué à 14,20 m. 
Entraînée par Teddy Tamgho, elle progresse régulièrement et atteint la finale des Championnats d'Europe 2018 à Berlin, où elle termine huitième avec 14,08 m. En 2021, elle établit son record personnel à 14,51 m lors du meeting de Madrid, devenant la deuxième meilleure performeuse française de tous les temps dans la discipline. Elle représente la France aux Jeux olympiques de Tokyo en 2021, se classant neuvième de la finale. 
Elle par ailleurs diplômée d'un bachelor de Skema Business School, en 2022.

## Carrière professionnelle

### Début
Elle devient championne de France cadette du saut en longueur et du triple saut en 2012. l'année suivante, elle se classe 12e des championnats d'Europe juniors. 
En 2014, à Bordeaux, Rouguy Diallo établit un nouveau record de France junior en salle du triple saut avec 13,43 m. 
Par la suite, à Argentan, elle établit un nouveau record de France junior avec 13,74 m. Elle participe fin juillet aux championnats du monde juniors 2014 d'Eugene, aux États-Unis. Elle y remporte la médaille d'or en établissant la marque de 14,44 m (vent de +3,3 m/s supérieur à la limite autorisée). 
Elle établit un nouveau record de France junior avec 14,20 m et devient la quatrième athlète française féminine à remporter un titre mondial junior après Sylviane Félix, Muriel Hurtis et Alexandra Tavernier.

### En suite
En 2017, Rouguy Diallo retrouve les podiums internationaux : le 14 juillet 2017, la Française décroche la médaille de bronze des Championnats d'Europe espoirs de Bydgoszcz avec un saut à 13,99 m (+ 4,3 m/s), son meilleur bond en plein air depuis 2014. Cette performance est toutefois une déception pour l'athlète qui était venue pour glaner la médaille d'or, bien qu'arrivée dans la compétition en outsider. Elle est battue par la Roumaine Elena Panțuroiu (14,27 m) et l'Espagnole Ana Peleteiro (14,19 m).
Le 27 janvier 2018, à Val-de-Reuil, Rouguy Diallo améliore son record au triple saut en réalisant la performance de 14,22 m. Le 19 juin, elle termine 3e du Meeting de Montreuil avec 14,26 m, record personnel, derrière celles qui l'avaient battue à Bydgoszcz en 2017 : Elena Panțuroiu (14,47 m) et Ana Peleteiro (14,32 m). Le 30 juin, elle finit 7e du Meeting de Paris avec un nouveau record personnel à 14,27 m.
Le 8 août 2018, en qualifications des championnats d'Europe de Berlin, Rouguy Diallo porte son record à 14,31 m (- 0,1 m/s) et se qualifie pour la finale. Elle termine 8e avec 14,08 m.
Le 3 mars 2019, elle termine 7e des championnats d'Europe en salle de Glasgow avec 14,18 m.

## Palmarès
| Date | Compétition                     | Lieu             | Résultat | Marque  |
| ---- | ------------------------------- | ---------------- | -------- | ------- |
| 2013 | Championnats d'Europe juniors   | Rieti            | 12e      | 12,42 m |
| 2014 | Championnats du monde juniors   | Eugene           | 1re      | 14,44 m |
| 2015 | Championnats d'Europe espoirs   | Tallinn          | 5e       | 13,77 m |
| 2016 | Championnats de la Méditerranée | Tunis            | 1re      | 13,63 m |
| 2017 | Championnats d'Europe espoirs   | Bydgoszcz        | 3e       | 13,99 m |
| 2018 | Championnats d'Europe           | Berlin           | 8e       | 14,08 m |
| 2018 | Ligue de diamant                | Ligue de diamant | 5e       | 14,15 m |
| 2019 | Championnats d'Europe en salle  | Glasgow          | 7e       | 14,18 m |
| 2019 | Championnats du monde           | Doha             | 10e      | 14,08 m |

| Date | Compétition                     | Lieu          | Résultat | Épreuve     | Marque  |
| ---- | ------------------------------- | ------------- | -------- | ----------- | ------- |
| 2015 | Championnats de France en salle | Nice          | 3e       | Triple saut | 13,59 m |
| 2016 | Championnats de France en salle | Aubière       | 2e       | Triple saut | 14,16 m |
| 2016 | Championnats de France          | Angers        | 3e       | Triple saut | 13,88 m |
| 2017 | Championnats de France en salle | Bordeaux      | 2e       | Triple saut | 13,20 m |
| 2018 | Championnats de France          | Albi          | 3e       | Triple saut | 13,97 m |
| 2019 | Championnats de France en salle | Miramas       | 1re      | Triple saut | 14,15 m |
| 2019 | Championnats de France          | Saint-Étienne | 1re      | Triple saut | 13,61 m |

## Records
| Épreuve     | Épreuve   | Marque  | Lieu   | Date           |
| ----------- | --------- | ------- | ------ | -------------- |
| Triple saut | Plein air | 14,51 m | Madrid | 19 juin 2021   |
| Triple saut | En salle  | 14,39 m | Madrid | 8 février 2019 |